# Ignatius Gottfried Kaim

Ignatius Gottfried Kaim (1746 - 1778) fue un químico y mineralogista austríaco, descubridor del manganeso tras una serie de experimentos realizados en Viena, en 1770. En el mismo año, Ignatius Gottfried Kaim como ya hizo Johann Glauber (en el siglo XVII) descubrieron que el dióxido de manganeso podía convertirse en permanganato, un reactivo de laboratorio muy usado.

## Descubrimiento del manganeso
En su disertación De metallis dubiis, publicada en 1770 y que no tuvo gran difusión, Kaim describe la reducción del dióxido de manganeso (pirolusita) con carbono y la formación de un metal quebradizo, el manganeso. Esta es la primera descripción del metal manganeso varios años antes de la síntesis más conocida de Johan Gottlieb Gahn en 1774, o las descripciones de Torbern Olof Bergman (1781) o Ilseman (1782). Se dice que también fue encontrado en estado nativo por el francés De la Peyrouse en una mina de hierro en el condado de Foix.